# Ernest Courtenay Carter
O reverendo Ernest Courtenay Carter foi um ministro anglicano e um dos passageiros que morreu no naufrágio do navio RMS Titanic. Nasceu em Compton, Berkshire, Inglaterra, em 17 de fevereiro de 1858.

## Vida
Ele era filho de George Carter e Catherine Courtenay. Seu pai, um clérigo, veio de Coventry, Warwickshire e sua mãe de Tunbridge Wells, Kent e eles se casaram em Devonshire em 1851.
Seu pai já havia sido casado com uma dama chamada Elizabeth e teve dois filhos dessa união: George Frederick St John e Elizabeth Joanna Louisa. Ele ficou viúvo por volta de 1848. Seu novo casamento com Catherine Courtenay resultou em mais quatro filhos além de Ernest: Evelyn Howard (nascido em 1852), Charles William (nascido em 1855), Catherine (nascido em 1867) e Wynell Henry (nascido em 1869).
Sua família havia se mudado para Berkshire no início da década de 1850 e Ernest apareceu pela primeira vez no censo de 1861, morando em Compton Beauchamp, onde seu pai era o reitor. A família aparece nesse endereço até o censo de 1881.
Ernest foi educado em Charterhouse, Holborn, Londres - onde apareceu no censo de 1871 2 - e no Leamington College. Em 1880 ele foi para o St. John's College, em Oxford, aparecendo no censo de 1881 como inquilino no Dudley Cottage em Kingston Road, Oxford, quando foi descrito como um estudante de graduação. Ele se formou em 1884 e, de 1885 a 1888, foi assistente de mestre na Godolphin School, Hammersmith, Londres. Em 1888, ele recebeu ordens sagradas, tornou-se diácono e assumiu a posição de ministro da Igreja, Mayfair. Ele foi feito sacerdote em 1889 e entre então e 1896 ele foi o reitor de Chieveley. Em 1899, ele se mudou para o extremo leste de Londres para ser vigário de St. Jude, Whitchapel, uma comunidade amplamente judia. Entre 1910 e 1911, ele foi presidente do Sion College, um colégio com sede em Londres, associação de clérigos paroquiais.
Ele se casou em Chester em 1890 com Lillian Hughes (nascida em 1867), filha de um clérigo e político cristão, Thomas Hughes. O casal recém-casado apareceu no censo de 1891, morando no vicariato em Chieveley, Berkshire, antes de se estabelecerem em Londres, aparecendo nos censos de 1901 e 1911 no St Jude's Vicarage, 26 Commercial Street, Whitechapel. O casal não teve filhos.

## Titanic
Carter e sua esposa embarcaram no Titanic em Southampton como passageiros de segunda classe (bilhete número 244252, que custava £ 26). Durante a viagem, ele foi incomodado por um resfriado e Marion Wright, a quem o casal havia feito amizade, encontrou um remédio que o ajudou.
Na noite de 14 de abril, Carter presidiu um serviço de hino Evenong para cerca de 100 passageiros no salão de jantar de segunda classe e ele precedeu cada hino com uma história do hino e de seu autor. Robert Douglas Norman tocou piano e Marion Wright cantou um solo de Lead Kindly Light . Entre os outros hinos cantados estavam o Pai Eterno, Forte para Salvar (em inglês Eternal father strong to save ), Na Manhã da Ressurreição (On the Ressurection Morning) , Há uma Colina Verde Distante (There is a Green Hill Far Away, pelo qual Marion Wright cantou novamente solo) e o hino final era Agora o dia é longo (Now the Day is Over).
Por volta das 22 horas, um mordomo começou a preparar café e bebidas e o reverendo Carter encerrou o processo agradecendo ao comissário pelo uso do Salão e acrescentou que o navio estava estranhamente estável e como todos estavam ansiosos por sua chegada a Nova Iorque. "É", disse ele, "a primeira vez que houve hinos cantados neste barco em uma noite de domingo, mas confiamos e rezamos para que não seja a última."
Na noite do naufrágio, acredita-se que os Carters subiram ao convés do barco durante a evacuação e receberam um espaço para os dois juntos em um barco salva-vidas. Ele escolheu ficar para trás para que outra pessoa pudesse ser salva em seu lugar, e a Sra. Carter se recusou a deixar o marido. Ambos morreram no naufrágio e seus corpos, se recuperados, nunca foram identificados.
Uma tabuleta comemorativa de latão dedicada ao casal foi mais tarde inaugurada na Igreja de St. Jude, Whitechapel.